# Facultat d'Informació i Mitjans Audiovisuals
La Facultat d'Informació i Mitjans Audiovisuals de la Universitat de Barcelona és un centre educatiu que imparteix els ensenyaments superiors relacionats amb la biblioteconomia, la documentació, la comunicació audiovisual i les disciplines relacionades amb l'obtenció, gestió i difusió de la informació i de documents. Està ubicada a Barcelona, al carrer de Melcior de Palau, número 140, al barri de Sants.
Va ser creada el 1999, com a continuació de l'Escola Universitària de Biblioteconomia i Documentació, que havia funcionat des de 1997. Totes dues eren organismes integrats a la Universitat de Barcelona. Aquests centres, però, eren els successors d'una entitat que, fundada el 1915 i adscrita a la Universitat de Barcelona des de 1982, impartia els ensenyaments superiors de biblioteconomia, documentació i arxivística. La present Facultat és, per tant, continuadora de la primera Escola de Bibliotecàries de 1915, esdevenint el centre superior de formació de bibliotecaris més antic del món en actiu.
A principis del curs 2019-2020, la facultat va passar a anomenar-se Facultat d'Informació i Mitjans Audiovisuals.

## Història
L'actual Facultat de Biblioteconomia i Documentació fou creada l'agost de 1999 a partir de la transformació de l'Escola Universitària de Biblioteconomia i Documentació (UB), culminant un llarg procés d'implantació dels ensenyaments de biblioteconomia i documentació en tots els nivells educatius de la universitat.

### De la fundació al reconeixement universitari (1915-1978)

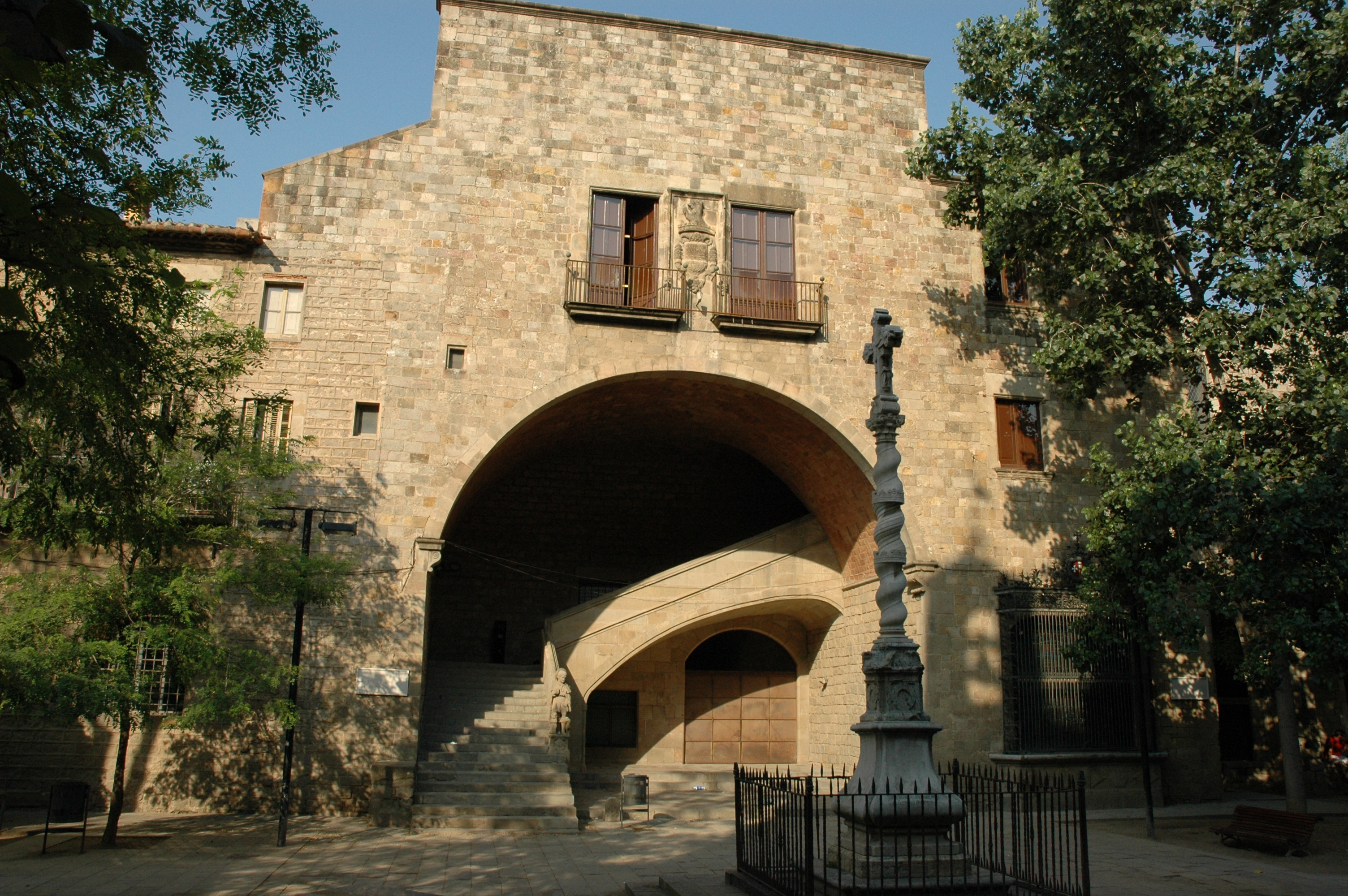
La planta baixa de la Biblioteca de Catalunya, seu de l'Escola de Bibliotecàries de 1937 a 1991; s'hi accedia per la porta de sota l'escalinata.

La Facultat actual és hereva de l'Escola Superior de Bibliotecàries creada el 1915 per la Mancomunitat de Catalunya. L'objectiu primer d'aquell centre, tutelat i dirigit per Eugeni d'Ors, era formar el personal que s'hauria de fer càrrec de la Xarxa de Biblioteques Populars de Catalunya, que començà a implantar-se per tot el país a partir de 1918. Per a la seva creació, es tingueren en compte les tendències més innovadores d'Europa i dels Estats Units.
Al llarg de la seva història, l'Escola comptà amb un gran nombre de professors il·lustres que contribuïren a donar-li prestigi entre les institucions docents i culturals del país. Eugeni d'Ors (professor entre 1915 i 1920, a més de fundador i director), Jordi Rubió i Balaguer (professor des de 1915 i director entre 1930 i 1939), Carles Riba, Jaume Massó i Torrents, Lluís Nicolau d'Olwer, Manuel de Montoliu, Pompeu Fabra, Ramon d'Alòs-Moner, Joan Petit, Joaquim Xirau, Pere Bohigas, Eduard Toda, Miquel Coll i Alentorn, Joaquim Molas i molts altres personatges significatius de la història de Catalunya estigueren vinculats a l'Escola.

### L'entrada a la universitat (des de 1978)
Tot i la llarga tradició, els estudis de Biblioteconomia no foren reconeguts oficialment pel Ministerio de Educación y Ciencia fins al 1978, en què se'n publicà el decret de creació a tot l'Estat. En bona part, aquest fou el resultat de la tasca del col·lectiu bibliotecari català pel reconeixement oficial d'aquesta professió, per a la qual no existia formació reglada a l'Estat.
El 1981 es publicaren les directrius de plans d'estudis per a les escoles de Biblioteconomia i Documentació de l'Estat. L'any següent, l'Escola, que havia elaborat l'esborrany de directrius, obtingué el rang d'escola universitària, i fou adscrita, per als afers acadèmics, a la Universitat de Barcelona. El Ministerio de Educación y Ciencia, en reconeixement de la seva tasca, l'honorà amb la concessió de la Corbata de l'Orde Civil d'Alfons X el Savi (1982).
El juliol de 1997, la Diputació de Barcelona, la Universitat de Barcelona, i el Comissionat per a Universitats i Recerca de la Generalitat de Catalunya signaren els convenis que establien la integració gradual de l'Escola a la Universitat de Barcelona i la creació d'un centre propi de la mateixa Universitat (fet que s'esdevingué el gener de 1999).
La demanda d'un segon cicle en els estudis de Biblioteconomia i Documentació va cristal·litzar l'any 1992 amb l'aprovació oficial de la llicenciatura de Documentació. Amb la incorporació dels estudis de segon cicle, l'Escola inicià el seu procés de transformació en Facultat, que culminà l'agost de 1999. Va crear el primer programa de doctorat el curs 2000-01, al qual s'hi afegí la Universitat Autònoma de Barcelona dos cursos més tard. Des de 2012, també ofereix el grau de Comunicació Audiovisual.

### Canvi de nom
La Facultat de Biblioteconomia i Documentació, a principis del curs 2019-2020, ha passat a dir-se Facultat d'Informació i Mitjans Audiovisuals.
La Facultat s'ha dedicat tradicionalment a la docència i la recerca en Biblioteconomia i Documentació, però en 2012 també es va començar a oferir estudis de Comunicació Audiovisual. El nom de Facultat de Biblioteconomia i Documentació no representava la totalitat del centre.

## Estudis
Dins dels estudis de grau, actualment s'imparteixen el grau de Gestió d'Informació i Documentació Digital i el grau de Comunicació Audiovisual. Així mateix, s'ofereix la possibilitat de cursar simultàniament els dos graus en un itinerari doble (Infocom) dissenyat per assolir les competències de les dues titulacions en el menor temps possible.
Pel que fa als màsters, la Facultat ofereix quatre màsters oficials i un màster propi. A més, diversos cursos de postgrau i diplomes d'especialització. L'oferta formativa es completa amb un programa de doctorat amb diferents línies de recerca. Igualment, la Facultat participa en la Universitat de l'Experiència, amb el curs Biblioteques i Arxius en l'Era Digital.
- Grau en Gestió d'Informació i Documentació Digital
- Grau en Comunicació Audiovisual
- Doble titulació INFOCOM
- Doctorat en Informació i Comunicació
- Màster universitari en Escriptura del Guió Audiovisual
- Postgrau en Llibreria (biennal)
- Títol d'expert en Continguts Social Media
- Títol d'expert en Gestió de Llibreria (biennal)
- Títol d'expert en Prescripció Lectora

## Dependència orgànica
Administrativament, al llarg de la seva història, la institució ha estat tutelada per diferents institucions públiques catalanes. A més, ha tingut diverses denominacions:
- 1915-1925: Mancomunitat de Catalunya, Escola Superior de Bibliotecàries
- 1925-1931: Diputació de Barcelona, formalment dissolta i adscrita com a estudis de l'Escola Superior de la Dona
- 1931-1939: Generalitat de Catalunya
- 1939-1982: Diputació de Barcelona, a partir de 1974 s'anomenà Escola de Bibliologia
- 1982-1998: Diputació de Barcelona, adscrita a la Universitat de Barcelona, Escola Universitària Jordi Rubió i Balaguer de Biblioteconomia i Documentació
- 1999-2019: Universitat de Barcelona, Facultat de Biblioteconomia i Documentació
- 2019- : Universitat de Barcelona, Facultat d'Informació i Mitjans Audiovisuals

## Directors i/o degans
Llista de directors i/o degans:
- 1982 - 1983: Joaquim Molas i Batllori
- 1983 - 1985: Nora Vela González[11]
- 1985 - 1991: Carme Mayol Fernández
- 1991 - 1994: Mercè Bosch Pou
- 1994 - 1996: Constança Espelt Busquets
- 1996 - 1999: Concepció Miralpeix Ballús
- 1999 - 2005: Assumpció Estivill Rius[12]
- 2005 - 2011: Cristóbal Urbano Salido[13]
- 2012 - 2018: Ernest Abadal i Falgueras[14]
- 2018 - ....... : Miquel Térmens Graells[15]

## Seus
La Facultat ha tingut diverses seus: fins al 1991, l'entitat estava ubicada a la planta baixa de l'antic Hospital de la Santa Creu de Barcelona. El juliol d'aquest any es va traslladar al Pavelló Cambó de la Casa Provincial de Maternitat i Expòsits de Barcelona, a les Corts, propietat de la Diputació de Barcelona. El juliol de 1997 es va traslladar a un edifici de la Universitat de Barcelona, al barri de Sants, que havia estat la seu de l'Escola Universitària de Formació del Professorat de la Universitat.
- 1915 - 1924: Edifici del Rellotge del recinte de la Universitat Industrial
- 1924 - 1928: Planta baixa del Palau de la Generalitat, al carrer Bisbe
- 1928 - 1937: Casa dels Canonges, Palau de la Generalitat
- 1937 - 1991: Hospital de la Santa Creu de Barcelona (a la planta baixa, on hi ha la sala d'exposicions de la Biblioteca de Catalunya)
- 1991 - 1997: Casa Provincial de Maternitat i Expòsits de Barcelona (a l'Edifici Cambó)
- 1997 - avui: Edifici de l'antiga Escola de Magisteri de la Universitat de Barcelona

## CRAI Biblioteca

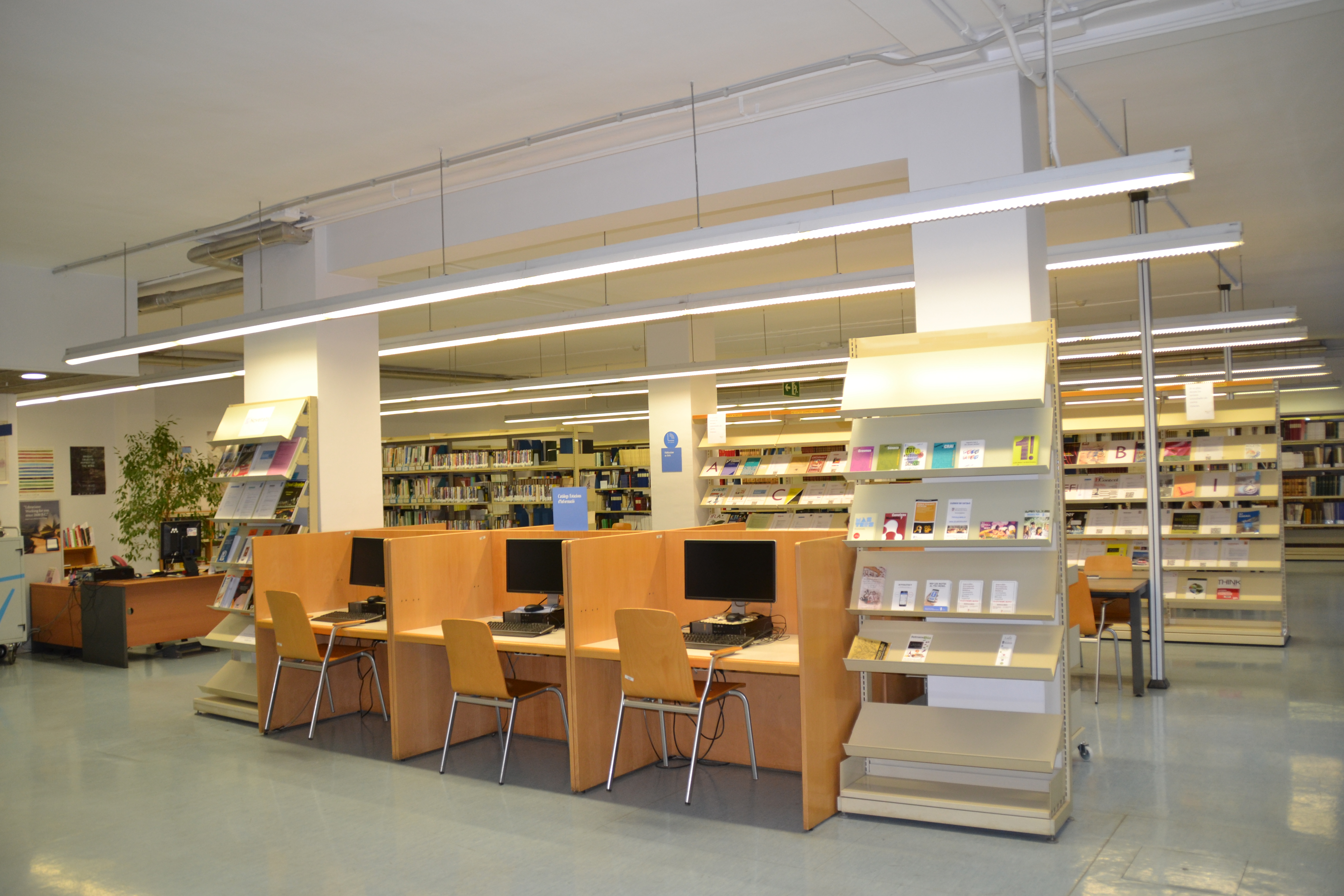
CRAI Biblioteca de Biblioteconomia i Documentació

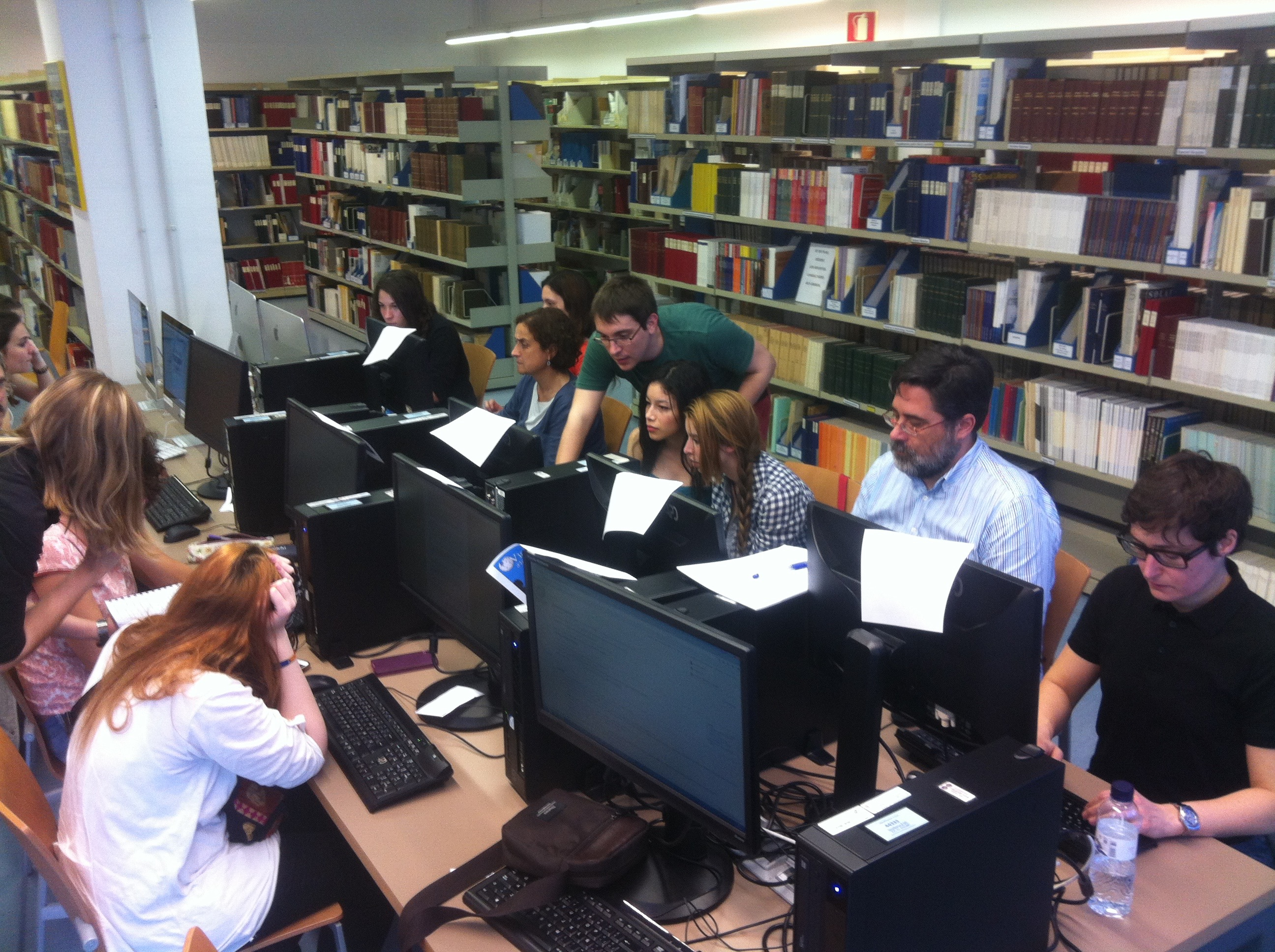
Viquimarató realitzada a la Biblioteca el 2015.

El CRAI Biblioteca de Biblioteconomia i Documentació va iniciar les seves activitats el 1920 com a Biblioteca de l'Escola Superior de Bibliotecàries, creada el 1915 per la Mancomunitat de Catalunya.
Com a primera biblioteca especialitzada en la matèria de tot l'Estat, el seu fons compta amb les publicacions més representatives del seu àmbit al llarg de tot el segle xx. En l'actualitat (2017) està ubicada a la planta baixa de la Facultat i combina els fons de recerca i els especialitzats dels ensenyaments impartits a la Facultat. Té un fons de 25.000 monografies i 1.524 títols de revistes, dels quals 107 títols són revistes vives.
Publicacions
- La TRIAde és un butlletí periòdic elaborat per la Biblioteca de Biblioteconomia i Documentació en què s'ofereixen una sèrie de recomanacions, fetes per persones vinculades a aquestes professions, sobre lectures, serveis i recursos d'interès d'aquest àmbit i que podeu trobar a les biblioteques del CRAI de la UB.
- El Butlletí de Novetats és un butlletí setmanal elaborat per la Biblioteca de Biblioteconomia i Documentació en què es publiciten les novetats bibliogràfiques i els números nous de les publicacions periòdiques subscrites per la biblioteca. Els usuaris poden rebre al seu correu el butlletí setmanal prèvia subscripció.
- Les Guies de lectura són publicacions destinades a la difusió del fons de la biblioteca i estan dedicades a temes relacionats amb la Informació i la Comunicació. La seva publicació coincideix amb algun esdeveniment destacat (Sant Jordi, Dia de les Biblioteques, Nadal, acabament del curs, etc.). Cada guia versa al voltant d'una temàtica i s'ofereix una selecció de monografies, articles i altres recursos.
- Bibliografia recomanada és una publicació semestral que recull les monografies recomanades pel professorat de les assignatures de primer curs del grau de Gestió d'Informació i Documentació Digital i el grau de Comunicació Audiovisual. La seva publicació coincideix amb l'inici de cada semestre i la seva finalitat és facilitar l'accés i el préstec als alumnes de primer curs per tal que es familiaritzin amb els serveis que ofereix la biblioteca.
- Les Guies de lectura per a l'Aula Jordi Rubió i Balaguer. Els seminaris de l'Aula Jordi Rubió i Balaguer, organitzats per la Facultat d'Informació i Mitjans Audiovisuals des del curs 2007-08, pretenen ser un instrument per a la reflexió a l'entorn del món de la informació i la documentació. Amb motiu d'aquests seminaris, el CRAI Biblioteca de la Facultat d'informació i Mitjans Audiovisuals elabora les guies de lectura.[18]

Col·leccions
El CRAI Biblioteca de Biblioteconomia i Documentació compta amb dues col·leccions digitals, accessibles a través del portal BiPaDi, la Biblioteca Patrimonial Digital de la Universitat de Barcelona.
- La Col·lecció de catàlegs d'impressors, editors i llibreters, que ofereix un recorregut des del segle xvii fins al segle XX i mostra a través d'aquestes peces rares i singulars l'evolució de les modalitats de venda de llibres. Entre aquests, el primer catàleg imprès a Barcelona del qual es té notícia: Cathalogo de libros de todas facvltades, que se hallaràn en casa de Joseph Ferrer librero de Barcelona (1724), o el Centro de obras (1864) de la llibreria de Juan Roca que conté una selecció de llibres sobre Catalunya.[20]
- La Col·lecció de fotografies de l'antiga Escola de Bibliotecàries, que recull 401 peces que mostren alguns episodis de la història de la institució al llarg de gairebé cent anys. Ordenada cronològicament, s'inicia amb la fotografia, tan coneguda, de les alumnes de les dues primeres promocions a la classe de llatí, amb el professor Lluís Segalà, i acaba amb una imatge de la façana de l'edifici actual, al barri de Sants, amb la pancarta que commemorava el seu norantè aniversari. La col·lecció digital inclou la major part del fons fotogràfic analògic de les distintes etapes de la institució que s'ha conservat; només s'han descartat algunes fotografies de molt poca qualitat i algunes altres de recents que eren reiteratives.[21]

## Publicacions
La Facultat publica la revista acadèmica de recerca, en obert, BiD: textos universitaris de Biblioteconomia i Documentació, de periodicitat semestral i indexada a Scopus des de 2012, i des de 2021, ha aconseguit la menció de "bones pràctiques en igualtat de gènere", certificat concedit per la Fundación Española para la Ciencia y la Tecnología (FECYT). Setmanalment publica un butlletí electrònic de notícies i fins al 2011 va publicar el butlletí informatiu Full dels dijous, de periodicitat setmanal. D'altra banda, la Facultat ha editat algunes monografies (llibres, vídeos, documents digitals, etc.).
Entre els anys 1994-2012, també es publicà un butlletí setmanal de distribució interna de la comunitat universitària dels estudis de Biblioteconomia i Documentació de la Universitat de Barcelona, anomenat "Full dels dijous". Recollia tant notícies d'interès acadèmicodocent i cultural com relacionades amb el món professional: activitats docents i del professorat, beques, calendari acadèmic, pràctiques a 'estranger, premis, exposicions, conferències, visites relacionades amb els estudis, però també, activitats socials diverses de tipus esportiu o cultural, entre d'altres. L'abast cronològic de la publicació en fan una bona font per conèixer les activitats i ambient acadèmic que van caracteritzar l'Escola Universitària Jordi Rubió i Balaguer de Biblioteconomia i Documentació, primer com a centre adscrit a la Universitat de Barcelona i fins a la seva integració (1997), quan incorporant els estudis de segon cicle o llicenciatura, va esdevenir Facultat de Biblioteconomia i Documentació. Aquesta publicació periòdica està disponible en línia per als anys 2001-2012.

## Premis i reconeixements
- 1982: Corbata de l'Orde Civil d'Alfons X el Savi, atorgada pel Ministeri d'Educació i Ciència espanyol.[5]
- 2015: Creu de Sant Jordi «en el marc de l'Any de les Biblioteques, que coincideix amb el centenari de la creació de la Xarxa de Biblioteques Populars de la Mancomunitat de Catalunya i de l'Escola Superior de Bibliotecàries, de la qual la Facultat és hereva, per la continuïtat d'uns estudis ben implicats en la transformació d'una professió que ha sabut adaptar-se a les necessitats de la societat».[29]